# 布萊恩 (伊利諾伊州)
布萊恩（英語：Blaine）是位於美國伊利諾伊州布恩縣的一個非建制地區。該地的面積和人口皆未知。

## 地理
布萊恩的座標為42°26′49″N 88°48′11″W / 42.44694°N 88.80306°W，而該地的平均海拔高度為300米（即984英尺）。